# Kay Kyser
Pour les articles homonymes, voir Kyser.
Kay Kyser (né le 18 juin 1905, mort le 23 juillet 1985) est un musicien américain de jazz, chef de big band, acteur et personnalité de la radio.

## Biographie
Kay Kyser est né à Rocky Mount en Caroline du Nord. Il se produit avec un groupe de jazz à l'Université de Caroline du Nord, puis fait des tournées avec un groupe plus important après être sorti diplômé en 1928. Il rencontre le succès à Chicago où il a la chance d'être enregistré pour des émissions de radio. Il a l'idée de réaliser un quiz radiophonique intitulé « Key Kyser's kollege of musical knowledge » auquel les auditeurs peuvent participer. Dans les années 1940 il était un des deux ou trois chefs d'orchestre de jazz les plus populaires aux États-Unis. Entre 1939 et 1944 il est à l'affiche de sept films dont Le Cabaret des étoiles. Il apparaît aussi dans des rôles secondaires dans d'autres films de l'époque. Pendant la Seconde Guerre mondiale il se produit dans des camps d'entrainement de l'armée et dans des hôpitaux, enregistrant un de ses plus grand succès Praise the Lord and Pass the Ammunition. Il se marie avec Georgia Carroll en 1944. En 1950 il apparaît également à la télévision. Il meurt d'une crise cardiaque en juin 1985. Il a son étoile sur le Hollywood Walk of Fame.

## Filmographie
- 1939 : Micro folies (That's Right - You're Wrong) de David Butler

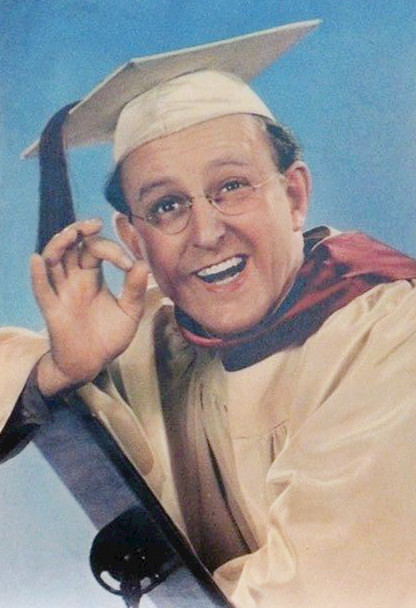
Kay Kyser en 1942 en personnage de "Ol' Perfesser"

- 1940 : La Villa des piqués (You'll Find Out) de David Butler
- 1941 : Playmates de David Butler
- 1942 : Mon espion favori (titre original : My Favorite Spy) de Tay Garnett
- 1943 : La Musique en folie (Around the World) d'Allan Dwan
- 1943 : Le Cabaret des étoiles (Stage Door Canteen) de Frank Borzage
- 1943 : La Parade aux étoiles (Thousands Cheer) de George Sidney
- 1943 : Swing Fever de Tim Whelan
- 1944 : Carolina Blues de Leigh Jason

## Discographie
- 1939 : Three Little Fishes
- 1942 : Who Wouldn't Love You (composé par Bill Carey)
- 1942 : Jingle jangle jingle